# When It's Time
When It's Time è un singolo del gruppo musicale statunitense Green Day, pubblicato dalla Reprise Records l'11 giugno 2010. Estratto da American Idiot - The Original Broadway Cast Recording, colonna sonora del musical American Idiot, viene pubblicato come singolo solo in formato digitale su iTunes.

## Tracce
- When It's Time - 3:23

## Formazione
- Billie Joe Armstrong - voce e chitarra
- Mike Dirnt - basso e seconda voce
- Tré Cool - batteria

## Classifiche
| Classifica (2010) | Posizione massima |
| ----------------- | ----------------- |
| Regno Unito       | 68                |